# Kyrkjedalshalsen
Kyrkjedalshalsen är ett bergspass i Antarktis. Det ligger i Östantarktis. Norge gör anspråk på området. Kyrkjedalshalsen ligger 1 897 meter över havet.
Terrängen runt Kyrkjedalshalsen är varierad. Trakten är obefolkad. Det finns inga samhällen i närheten. 